# Nádi félböde
A nádi félböde (Coccidula rufa) a katicabogárfélék családjába tartozó, Eurázsiában honos, levéltetvekkel táplálkozó bogárfaj.

## Megjelenése
A nádi félböde testhossza 2,5-3 mm. Alakja megnyúlt, ovális. Egész teste vörös vagy vörösbarna színű, csak a szárnyfedők közötti pajzsocska (scutellum) és a vállak környéke lehet sötét. Hasi oldala is vörös, de a tor és a potroh felső része fekete. Felső felszíne finoman szőrözött. Csápjai jóval hosszabbak a fej szélességénél és a családra jellemzően három ízből álló, csonka végű bunkóban végződnek. Az előtor rézsútos, oldalt lekerekített, nagyjából középen a legszélesebb. Egyenletesen domború, felülete finoman pontozott. Szárnyfedői megnyúltak, vállai lekerekítettek, oldalt alig szélesednek ki, kicsivel a középvonal alatt a legszélesebbek. Felszíne finoman pontozott, de nagyobb pontokból álló hosszanti sorok is megfigyelhetők. Lábai hosszúak és karcsúak, a tarsus ("lábfej") négyszelvényes, de háromszelvényesnek látszik, mert a harmadik igen apró és nagy, kétlebenyes második szelvény elfedi.  
Lárvája halvány barnásszürke, ritkásan szőrös, testét több hosszanti sor bibircsók díszíti. 

### Hasonló fajok
A mocsári félböde hasonló méretű és színű, de hátán feketén foltos. 

## Elterjedése
Eurázsiában honos, a Brit-szigetektől egészen Szibériáig és Mongóliáig. Délen a mediterrán területekig, északon Skandináviáig hatol. 

## Életmódja
Vizes élőhelyek lakója, ártereken, lápréteken, mocsarakban, folyó- és tópartokon, nádasokban fordul elő. Az imágókkal egész évben lehet találkozni, az avarban, növények száraiban telelnek át és már kora tavasszal is aktívak. Jellemzően nádon, gyékényen, sáson láthatóak, ritkábban virágokon is előfordulnak. Tavasz végén és nyáron messzebbre is elkalandoznak, víztől messzebb, kertekben, parkokban is megfigyelhetőek. 
Főleg tavasszal párzanak (ritkábban később is) és a nőstények a vízparti növények leveleire vagy szárára rakják petecsomóikat. A lárvák négy fejlődési stádiumon mennek át, mire nyár közepén bebábozódnak és imágóvá alakulnak. Mind a kifejlett bogár, mind a lárva ragadozó, levéltetvekkel táplálkoznak. Egyik kedvenc zsákmányuk a hamvas szilva-levéltetű (Hyalopterus pruni), amely a szilva- és a barackfák mellett a nádat is megtámadja.
Magyarországon nem védett.

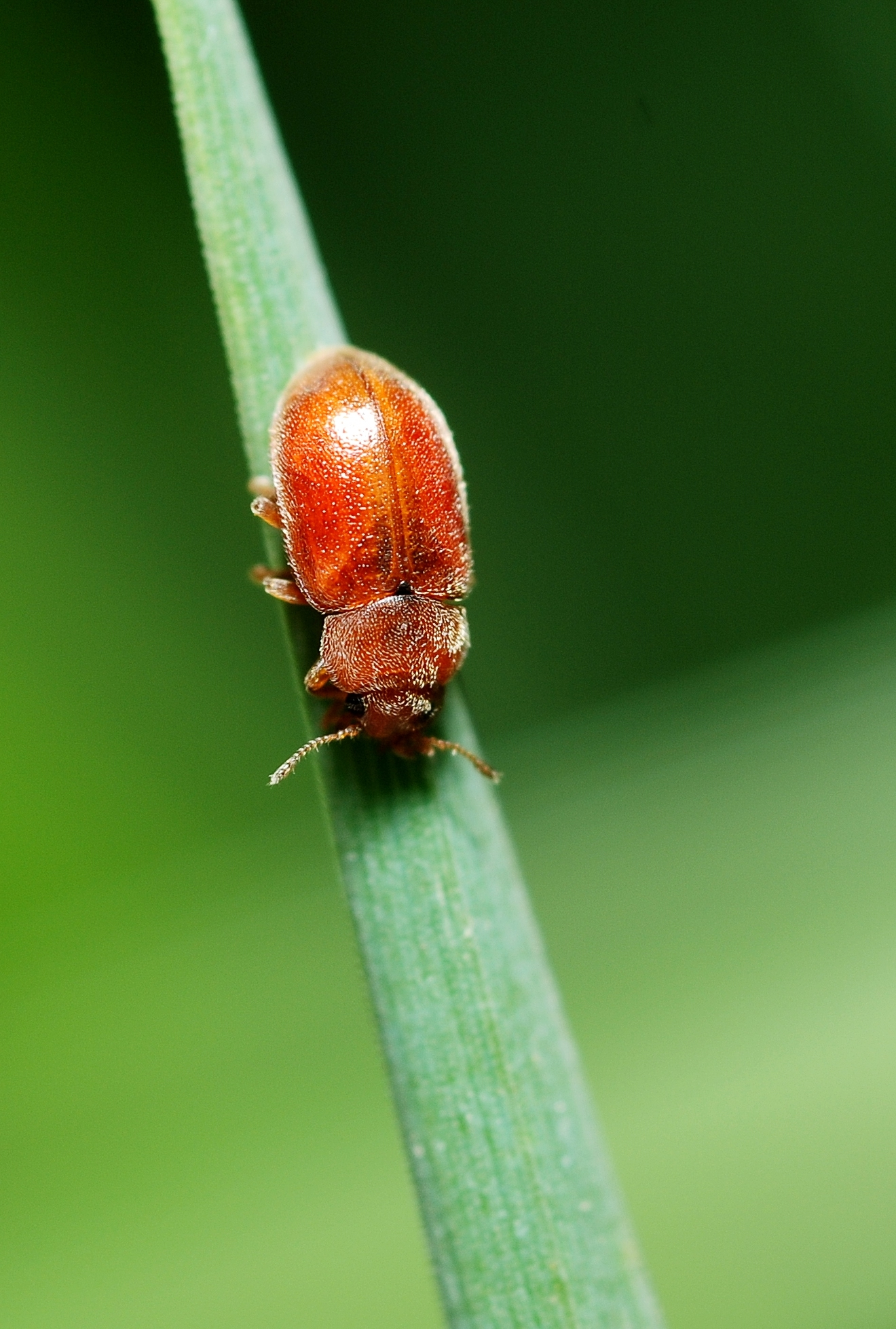
Imágó
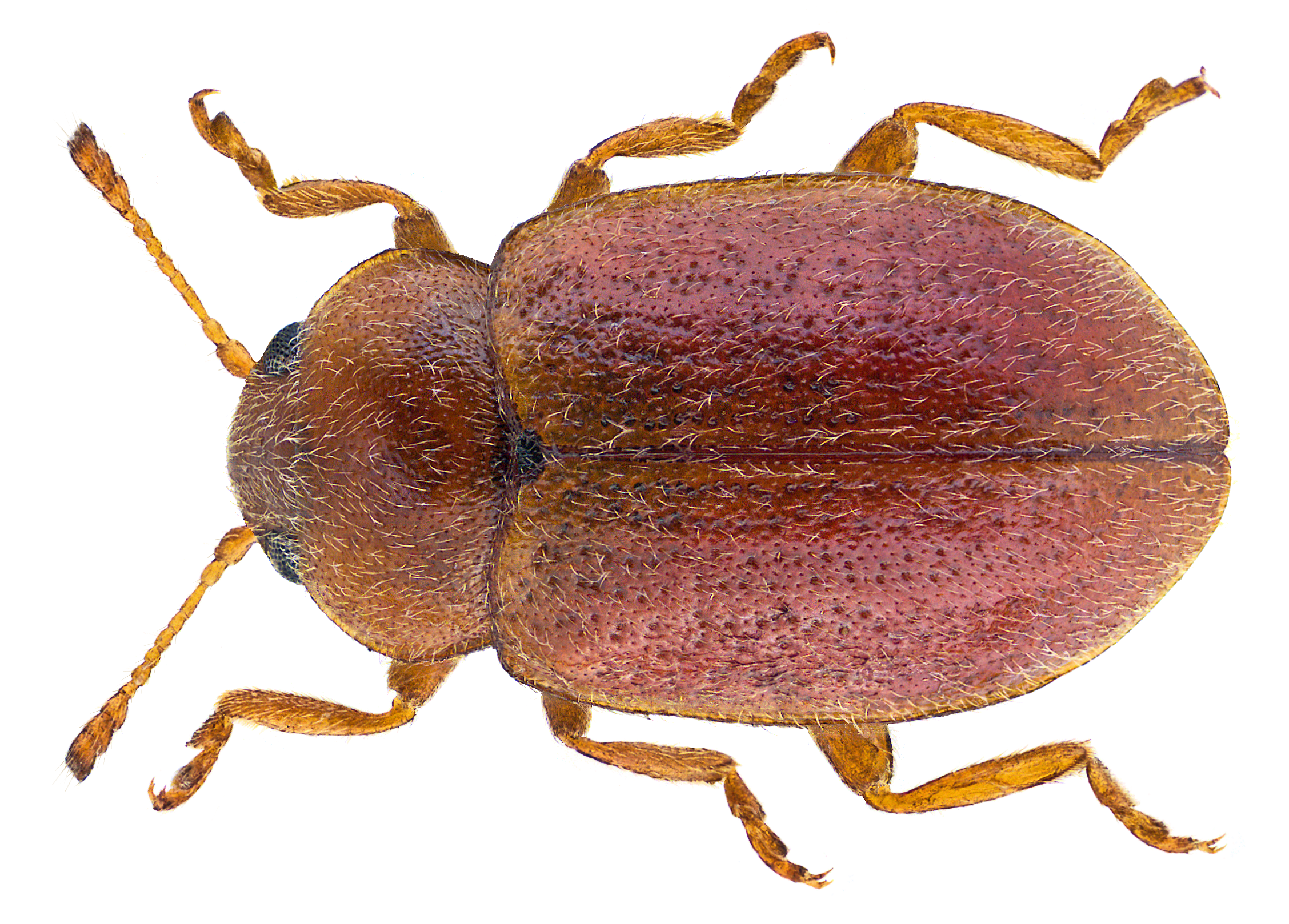
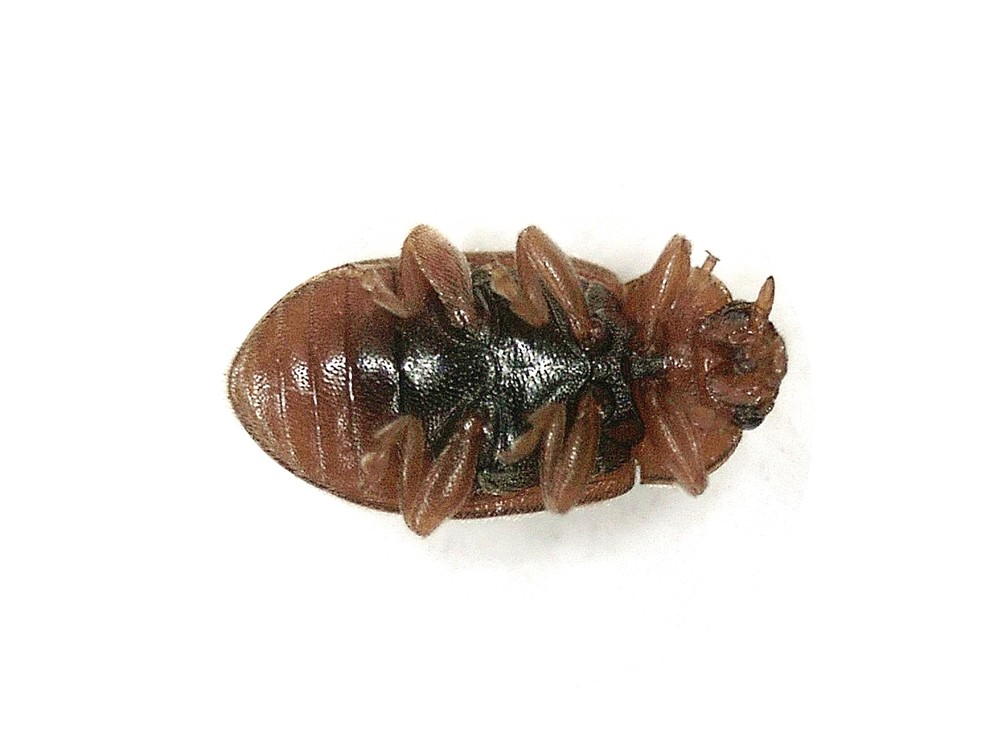
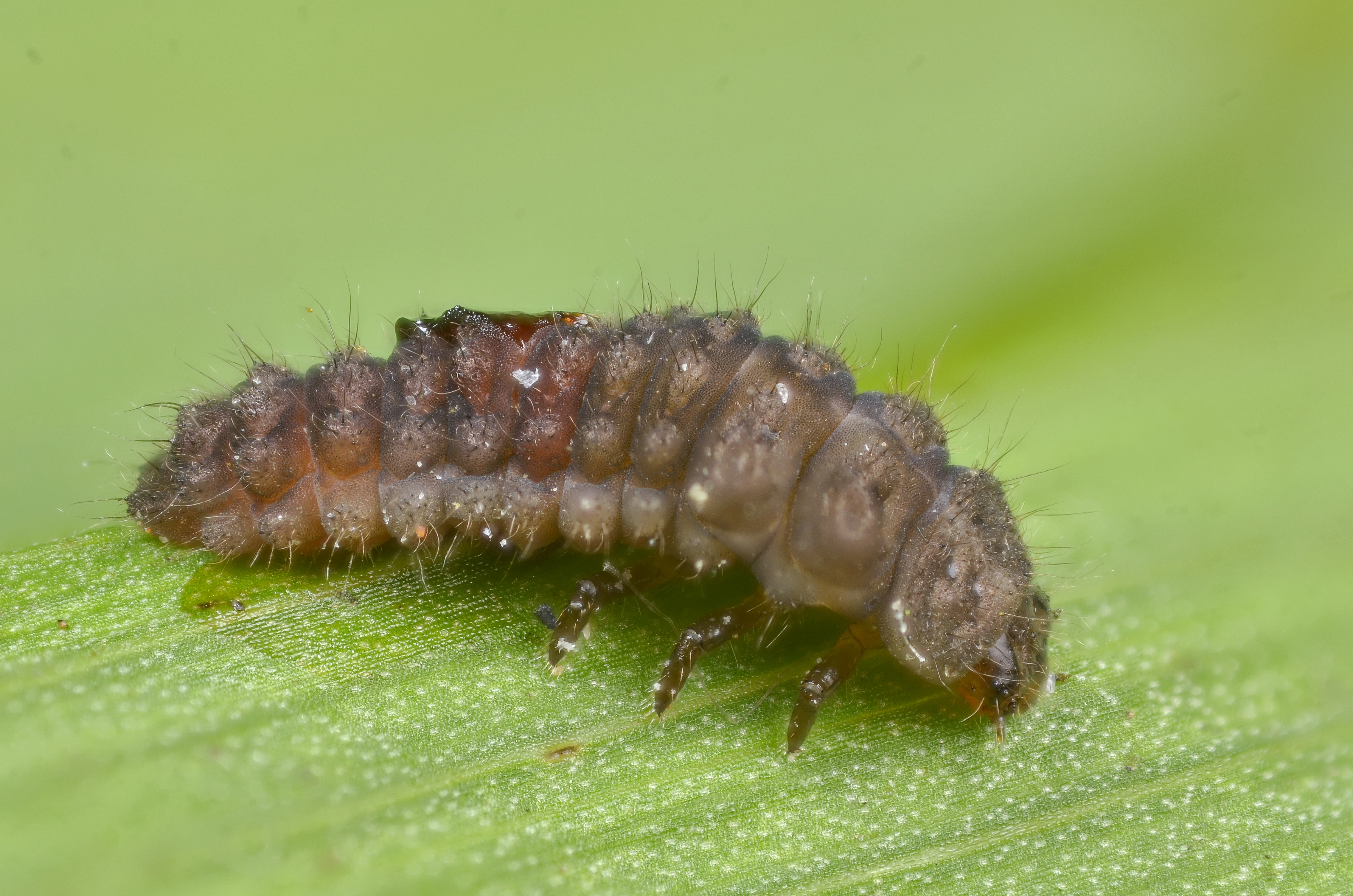
Lárva
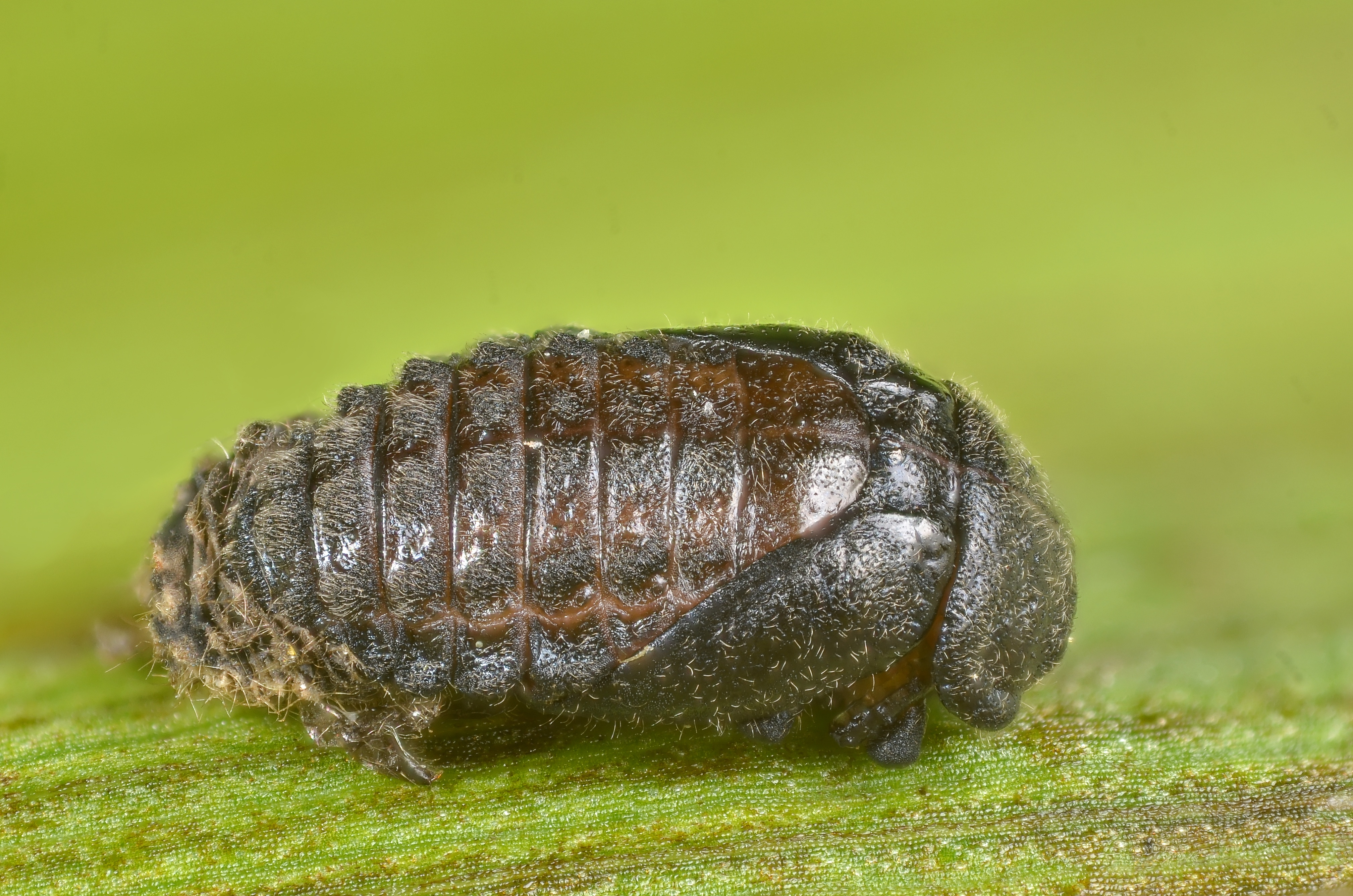
Báb